# Nelly Ngeiywo
Nelly Ngeiywo (ur. 10 stycznia 1992) – kenijska lekkoatletka specjalizująca się w biegach średnich i długich. 
Jako szesnastolatka zdobyła w 2008 brązowy medal mistrzostw świata juniorów w biegu na 5000 metrów. Rok później została mistrzynią świata juniorów młodszych w biegu na 1500 metrów, a wraz z koleżankami z reprezentacji sięgnęła w Ammanie po drużynowe mistrzostwo świata juniorek w biegu na przełaj. Podczas światowego czempionatu juniorów w 2010 uplasowała się na siódmym miejscu w biegu na 1500 metrów.
Rekordy życiowe: bieg na 1500 metrów – 4:11,36 (29 sierpnia 2010, Rieti); bieg na 5000 metrów – 15:47,19 (7 września 2008, Rieti).

## Osiągnięcia
| Rok  | Impreza                               | Miejsce          | Konkurencja           | Lokata     | Wynik    |
| ---- | ------------------------------------- | ---------------- | --------------------- | ---------- | -------- |
| 2008 | Mistrzostwa świata juniorów           | Bydgoszcz        | bieg na 3000 m        | 3. miejsce | 16:17,96 |
| 2009 | Mistrzostwa świata w biegu na przełaj | Amman            | bieg juniorek na 6 km | 5. miejsce | 20:36    |
| 2009 | Mistrzostwa świata w biegu na przełaj | Amman            | drużyna juniorek      | 1. miejsce |          |
| 2009 | Mistrzostwa świata juniorów młodszych | Tyrol Południowy | bieg na 1500 m        | 1. miejsce | 4:12,76  |
| 2010 | Mistrzostwa świata w biegu na przełaj | Bydgoszcz        | bieg juniorek na 6 km | 7. miejsce | 19:06    |
| 2010 | Mistrzostwa świata juniorów           | Moncton          | bieg na 1500 m        | 7. miejsce | 4:18,50  |